# Casa Joan Bares
La Casa Joan Bares és un monument del municipi d'Arres inclòs en l'Inventari del Patrimoni Arquitectònic de Catalunya.

## Descripció
Es tracta d'un casal que segueix un model força estès a la Val, de secció rectangular, amb dues plantes definides per obertures sota arcs de descàrrega i "humarau" amb dos nivells definits per "lucanes" i "boques de lop", sota una teulada d'encavallades de fusta o "losat" de pissarra, de dos vessants amb tresaigues en les bandes que encabeixen sengles "humenèges". La façana principal, paral·lela a la "capièra" i reorientada a migdia, així com la secundària, és adornada amb quatre franges verticals que imiten columnes i una d'horitzontal que assenyala el canvi de planta, les quals tenen com objecte subratllar la simetria i donar una imatge de major solidesa a l'edifici. La porta principal és de fàbrica, resolta amb carreus de diverses mides, i ornada per una motllura tallada a bisell en l'intradós que acaba en un arquet apuntat. En la llinda la inscripció: PEDRO JOAN BARES AÑO// DE 1816 (dintre de sengles rectangles).
Els marcs de les finestres sobresurten per la decoració, a partir de motius geomètrics. Al capdamunt destaca una notable cornisa motllurada, i a dalt de tot de la teulada, un floró. La façana del darrere, sense decoració, mostra les cantonades ben travades amb blocs de pedra, i tres antigues sortides tipus "polader".